# Les Comelles (Vilella)
Les Comelles és un indret del terme de Sarroca de Bellera, al Pallars Jussà.
Estan situades al nord-oest del poble de Vilella, a l'extrem sud-occidental del contrafort sud-oest dels Tossalets.